# Андрадит
Андради́т (англ. andradite; нім. Andradit m) — мінерал, кальціїсто-залізистий силікат острівної будови з групи ґранату. Названий на честь Жозе де Андраде.

## Загальний опис
Хімічна формула: Ca3Fe2[SiO4]3.
Містить (%): CaO — 33; Fe2О3 — 31,5; SiO2 — 35,5.
Різновиди: шорломіт, меланіт (титанистий А.), демантоїд, топазоліт.
Сингонія кубічна.
Кристали ромбододекаедричні.
Густина 3,75-3,87.
Твердість до 6,75-7,25.
Забарвлення буре, м'ясо-червоне у шорломіту; чорне у меланіту; зелене у демантоїду; жовте, жовто-зелене, жовто-рожеве у топазоліту.
Блиск сильний, алмазоподібний (демантоїд).
Риса біла або злегка забарвлена.
Зустрічається як важливий контактово-метасоматичний мінерал скарнів, часто у кристалічних сланцях, рідше у вивержених породах як їх первинна складова частина.

## Різновиди
Розрізняють:
- андрадит залізистий (мінерал скіагіт);
- андрадит титановий (відміна андрадиту, яка містить до 17,3 TiO2).